# Walter Oehme
Walter Hans Ferdinand Oehme, meist nur Walter Oehme (* 1. März 1892 in Berlin; † 13. März 1969 ebenda) war ein deutscher Journalist und Politiker.

## Leben
Oehme kam aus einer Berliner Familie. Sein Vater war der Lehrer Johannes Gotthold Oehme, seine Mutter Margarethe Elisabeth Oehme geborene Lindemann. Beide Eltern waren evangelischer Konfession. Oehme heiratete am 25. Februar 1921 Auguste Alma Hildegard Tschesche. Beide Partner gaben beim Standesamt keine Religionszugehörigkeit an. Die Ehe wurde am 30. April 1965 in Berlin-Friedrichshain geschieden.
Oehme sollte Theologie studieren. Er besuchte zunächst eine Präparandenanstalt, um sich zum Volksschullehrer ausbilden zu lassen. An der Universität studierte er Volkswirtschaft und Philosophie. Das Studium führte zu seinem Bruch mit der Kirche. Das war nicht nur eine Privatsache, er beteiligte sich an einer Bewegung, die gegen die „Reaktion der Staats- und Polizeikirche“ und „mittelalterliche Jugenderziehung“ kämpfte: Bei einer von den Vereinigten Komitees für Kirchenaustritt organisierten „Kirchenaustritts-Versammlung“ am 11. Januar 1924 trat Oehme als Redner auf. Er war Mitglied im Bund der Konfessionslosen.
Er trat 1912 in die SPD ein. Ab 1912 arbeitete Oehme für die SPD, dann für die USPD sowie die Deutsche Liga für Menschenrechte. Vor dem Ersten Weltkrieg verstand er sich als reformorientierter sozialistischer Pädagoge und schrieb entsprechende Abhandlungen über das Erziehungswesen und Bildungsprobleme in akademischen Zeitschriften wie Sozialistische Monatshefte oder Neue Bahnen. Er war überzeugter Marxist und gehörte seinem späteren Reichskanzlei-Kollegen Arnold Brecht zufolge zum revisionistischen Flügel der SPD, wobei er insbesondere den Herausgebern der Monatshefte Joseph Bloch und Max Cohen-Reuss nahestand.
Oehme zog in den ersten Wochen des Weltkriegs 1914 in den Krieg. Er gehörte zum Landsturm und diente in einem Armierungs-Bataillon, wo er zum Stellungsbau und anderen Pionierarbeiten eingesetzt wurde, an der Ostfront. Im Dezember 1914 sah er dort die Zerstörung der Stadt Kalisch (Kalisz) in Russisch-Polen, die ein deutscher Kommandant als Strafaktion befohlen hatte. In Galizien erlebte Oehme, wie einer seiner Kameraden eine Handgranate in eine Gruppe russischer Gefangenen warf. In der Türkei wurde er Zeuge des Völkermords an den Armeniern. Die Empörung über diese Taten führte Oehme 1920 zur Veröffentlichung des Buches Bekenntnis deutscher Schuld – Beiträge zur deutschen Kriegsführung, in dessen Einleitung er diese Erlebnisse aufzählt. Er veröffentlichte es im Berliner Verlag Neues Vaterland als Herausgeber. Das Buch thematisierte deutsche Kriegsverbrechen im Ersten Weltkrieg: Deportationen in Belgien, die Besetzung von Lille, Verwüstungen und Gräueltaten sowie den Umgang mit Kriegsgefangenen. In seiner Einleitung betonte Oehme, dies sei keine Anklageschrift, sondern ein Bekenntnis. In seinem Vorwort schrieb der bekannte Politiker und Pazifist Hellmut von Gerlach am 27. Juli 1920, der Wiederaufbau nach dem Weltkrieg sei nur möglich durch internationale Zusammenarbeit, und Voraussetzung dafür sei, dass Pazifisten und Sozialisten jedes Volkes in ihrem Lande Kriegsverbrechen gegen die Menschlichkeit aufdeckten und für ihre Sühne sorgten. Die Deutschen müssten voran gehen: „Die Arbeit Walter Oehmes will einen kleinen Teil der ungeheuren, bei uns noch nötigen Aufklärungs- und Reinigungsarbeit vollziehen.“

### Tätigkeit in der Reichskanzlei
Nach Ausbruch der Novemberrevolution zeichnete er im November und Dezember 1918 verantwortlich für die Zeitung des Grodnoer Soldatenrates. 1918 wurde Oehme Sekretär in der Reichskanzlei und nahm in dieser Funktion vom 16. bis 20. Dezember 1918 als offizieller Vertreter der Reichskanzlei – zusammen mit Unterstaatssekretär Curt Baake, Pressechef Ulrich Rauscher und dem persönlichen Referent Friedrich Eberts, Heinrich Schulz, – am „I. Allgemeinen Kongreß der Arbeiter- und Soldatenräte Deutschlands“, dem Parlament der Revolution, teil. In der Reichskanzlei nahm er vielfach an Baakes Besprechungen und an Sitzungen des Rats der Volksbeauftragten (also des damaligen provisorischen Regierungskabinetts) teil. Mit seinem Chef Baake verließ er die Regierungszentrale im März 1919.
Über seine Erlebnisse in der Reichskanzlei im revolutionären Berlin sowie während der Weimarer Nationalversammlung verfasste er im großen zeitlichen und politischen Abstand zwei Memoirenbände, die deutlich durch die ideologische Sichtweise der DDR auf die historischen Ereignisse geprägt sind. 1958 erschien zunächst Damals in der Reichskanzlei. Erinnerungen aus den Jahren 1918/1919 im Berliner Kongress-Verlag, 1962 beim Berliner Verlag Rütten & Loening Die Weimarer Nationalversammlung 1919. Erinnerungen.
Noch im Januar 1919 während seiner Tätigkeit für Baake lernte Oehme die Pazifistin Hetta Gräfin Treuberg kennen, in deren politischem Salon im Hotel Bristol er bald verkehrte.

### Journalistische Tätigkeit
In der Berliner Pressekonferenz, an der er nun als Journalist teilnahm, am 13. Mai 1919 fühlte sich Oehme vom stellvertretenden Reichspressechef Robert Breuer vor den anderen Journalisten und Sprechern der Ministerien beschuldigt, er habe im Salon von Gräfin Treuberg Äußerungen zu ausländischen Journalisten gemacht, die das Ansehen Deutschlands im Ausland schädigten. Oehme verstand das als „Verleumdung“, die an den Vorwurf des Landesverrats grenze, und als „moralischen Makel“; er wandte sich noch am selben Tag brieflich an Reichsministerpräsident Philipp Scheidemann (SPD), um sich zu wehren. Er unterstrich die Bedeutung, dass Breuer und er Mitglieder der SPD waren; er bezeichnete sich selbst als „sozialistischer Schriftsteller“, schrieb mit Bezug SPD ausdrücklich „meine Partei“ und unterschrieb „mit Parteigruß“. Scheidemann antwortete am 14. Mai ausweichend.
Oehme schrieb für verschiedene Zeitungskorrespondenzen, Presseagenturen und Publikationen, darunter für die Zeitung Freiheit der USPD und später Die Rote Fahne der KPD. Zeitweilig war er Berlin-Korrespondent der Leipziger Volkszeitung, die 1917–22 der USPD gehörte. Oehme produzierte zudem seine eigene Korrespondenz Wiposit, deren Besonderheit es war, dass sie nicht Artikelmanuskripte an Zeitungsredaktionen lieferte, sondern als Informationsdienst für politische Abonnenten und ausländische Diplomaten fungierte.
Am 16. Oktober 1919 erschien in der Zeitung Freiheit ein Artikel von ihm: „Der sterbende Zentralrat“. Die ihm fälschlich zugeschriebene Dissertation über die staatsrechtliche Stellung des Reichstagspräsidenten ist von einem Namensvetter. Die Verwechslung sollte für ihn später schwerwiegende Folgen haben.
Nach dem Kapp-Putsch (März 1920) reiste Oehme für das USPD-Blatt Freiheit nach Ostpreußen, um zu Gerüchten über weitere Putschgefahren zu recherchieren. Er tat dies mit Einverständnis der Verfassungsschutzbehörde des preußischen Staatskommissars für die öffentliche Ordnung, Robert Weismann (SPD), der auf Oehmes Lagebeurteilung Wert legte. Im Hintergrund schwelte ein Konflikt zwischen Weismann und dem Reichs- und Staatskommissar für Ostpreußen, Albert Borowski (SPD). Als Oehme am 28. Mai 1920 in der Freiheit Borowski mit Angaben zu Vorgängen bei Polizei und Militär zitierte, ließ Borowski Oehme wegen Landesverrat verhaften. Berlin intervenierte daraufhin, um Oehmes Entlassung zu erwirken, sogar Reichsinnenminister Erich Koch-Weser (DDP) setzte sich für ihn ein.
Oehme wechselte vom linken SPD-Flügel zur USPD. Er wurde einer ihrer bekanntesten Publizisten der USPD. Jedoch trat Oehme im Sommer 1921 aus der USPD wieder aus. Er kündigte über die Deutsche Nachrichtenagentur (Dena) an, er wolle sich nicht weiter parteipolitisch betätigen. Dem Vorwärts zufolge wurde 1925 jedoch von früheren USPD-Mitgliedern und Kollegen Oehmes in einem Zeitungsartikel behauptet, dass er „aus der USP wegen seiner dunklen politischen und finanziellen Beziehungen zu dem Staatskommissar für öffentliche Sicherheit ausgeschlossen wurde“.
Oehme wurde Anfang 1922 für die Berliner Dena tätig und gemeinsam mit Chefredakteur Willy Frerk ihr Mitinhaber. Dena, die später als Deutsche Telegraphen-Agentur (Deta) firmierte, war eine kleine Korrespondenz, die vor allem kleine linksorientierte Zeitungen belieferte. Zeitweise gehörte Oehme für die Dena/Deta zur Auswahl der von der Reichskanzlei für Presserunden mit dem Reichskanzler vorgesehenen Hauptstadtjournalisten.
Finanzielle Probleme führten zu einem Zerwürfnis der beiden Ko-Inhaber, und es kam zu einer Kontroverse über Oehmes sonstige Tätigkeiten. Oehme, der Kontakte zu ausländischen Journalisten und Diplomaten unterhielt, wurde von der Polizei verhört, seine Wohnung durchsucht und Dokumente beschlagnahmt, nachdem Deta-Mitarbeiter (wahrscheinlich Frerk) ihn gegenüber den Behörden beschuldigt hatten, sensibles Material über Reichswehr und Regierungsinterna ans Ausland verkauft zu haben. In der Presse war von Spionage und Landesverrat die Rede. Oehme wehrte sich mit Gegendarstellungen. Sein Fall wurde auch auf Seiten der Weltbühne, bei der er Mitarbeiter gewesen war, kontrovers diskutiert.
Die Agentur Deta stellte noch im März 1923 ihren Betrieb ein und begründete dies mit dem Misstrauen der Presse gegen sie, das der Fall Oehme hervorgerufen habe.

### Der Oehme-Prozess vor dem Reichsgericht
Im Mittelpunkt der Strafverfolgung standen Oehmes Berichte zur Bildung der Schwarzen Reichswehr sowie einen möglichen bewaffneten Widerstand während der alliierten Ruhrbesetzung, die im Januar 1923 begann. Er lieferte im Januar und Februar 1923 Berichte an die niederländische Transatlantic News Transmission Agency (auch:Transatlantic News Bureau), die im Verdacht stand, eine getarnte englische Spionagefirma zu sein. Er schrieb über Verhandlungen zwischen Reich und Ländern mit Bezug auf den Auf- und Ausbau von Selbst- und Grenzschutzorganisationen, wobei es insbesondere um Verbindungen zur Organisation Escherich ging. Ein weiterer Abnehmer Oehmes war das Internationale Korrespondenzbüro von Sigismund Gargas in Berlin, das wie Oehmes eigene Korrespondenz Wiposit vor allem ein Informationsdienst für politische Abonnenten und ausländische Diplomaten war. Der Gargas-Dienst stand ebenfalls im Verdacht nachrichtendienstlicher Tätigkeit, also Spionage. Außerdem ging es um Artikel in der KPD-Zeitung Rote Fahne, wobei Oehme Material verwandte, das ursprünglich für Reichstagsabgeordnete aufbereitet worden war. Die Informationen über Besprechungen des Chefs der Heeresleitung, Generaloberst Hans von Seeckt, erschienen in dem KPD-Blatt in großer Aufmachung mit der Überschrift „Seeckt rüstet zum Bürgerkrieg“, wurden von Reichswehrminister Otto Geßler (DDP) im Reichstag jedoch als „frei erfunden“ dargestellt.
Im Februar und Anfang März 1923 wurde zwar gegen Oehme ermittelt, jedoch kam es nicht zu einer Verhaftung. Der Oberreichsanwalt ließ Oehme erst am 15. März 1923 mit Haftbefehl vom zuständigen Amtsrichter in Berlin-Mitte verhaften und nach Leipzig in Untersuchungshaft bringen.
Sein Verteidiger war der SPD-Reichstagsabgeordnete Paul Levi. Das fünf Tage dauernde Verfahren vor dem Reichsgericht wurde unter Ausschluss von Presse und Öffentlichkeit geführt, zudem wurden Zeugen und Sachverständige – darunter einige Journalisten – mit einem Schweigegebot belegt. Allein dies führte zu massiver Kritik in der Presse und war eine Parallele zum Prozess gegen Felix Fechenbach vor dem Münchner Volksgericht, mit dessen Fall Oehmes Verfahren vielfach verglichen wurde, zumal Fechenbach wie Oehme mit dem Korrespondenzbüro Gargas zusammengearbeitet hatte. Zu den Zeugen, die Oehme zur Verteidigung benannte, gehörte sein früherer Reichskanzlei-Kollege Arnold Brecht. Am 28. August 1923 wurde Oehme vom Feriensenat des Reichsgerichts wegen „versuchten Verrats von militärischen Geheimnissen in Tateinheit mit versuchtem Landesverrat“ zu einem Jahr Gefängnisstrafe verurteilt.
Das Urteil beunruhigte die Presse, weil es den Geheimschutz verschärfte und die Pressefreiheit weiter einschränkte. In einem sehr ausführlichen Leitartikel für die Vossische Zeitung kritisierte Chefredakteur Georg Bernhard, der im Prozess als Sachverständiger auftrat und zugleich Vorstand im Reichsverband der Deutschen Presse, im Verein Berliner Presse und der Berliner Pressekonferenz war, das Urteil bedeute eine „Gefahr für das freie journalistische Wirken im neuen Deutschland“, weil die Urteilsbegründung generell besagte, dass die Entscheidung über einen potenziellen Landesverrat durch Journalisten nicht bei Richtern, sondern politisch bei der Regierung liege. Weil es bei der Berichterstattung in der Roten Fahne um Informationen für Abgeordnete gegangen war, gefährde das Urteil zudem die Unterrichtungsfreiheit und parlamentarische Immunität der Abgeordneten. Dieselben Gefahren kritisierte der frühere Vize-Reichspressechef Robert Breuer (SPD), der als Sachverständiger vom Reichsgericht hinzugezogen worden war, in einem langen Leitartikel im Vorwärts. Breuer zufolge war das Reichsgerichtsurteil auch als Korrektiv zum Urteil des Münchner Volksgerichts im Fall Fechenbach zu verstehen, der ähnlich gelagert war, aber eine viel höhere Strafe zur Folge hatte.
Oehme wurden mildernde Umstände zuerkannt. Fünf Monate der Untersuchungshaft wurden auf die Strafe angerechnet. Da der Haftbefehl kautionsfrei aufgehoben wurde, weil die Richter keine Fluchtgefahr sahen, wurde Oehme zunächst entlassen. Er floh jedoch vor Antritt der Gefängnisstrafe nach Paris. Die Polizei suchte ihn mit Haftbefehl. Weil dieser nur auf „Redakteur W. Oehme“ ausgestellt war, kam es zu einer Namensverwechselung: Der Schöneberger Willy Oehme, Redakteur des Fachblatts Deutsche Konfitüren Zeitung, wurde verhaftet und verhört; der Fall gelangte in die Presse. Im Oktober 1923 wurde Oehme durch die französische Regierung ausgewiesen. Nach seiner Ausweisung stellte er sich den deutschen Behörden. Er wurde nach Cottbus gebracht und verbüßte dort im Zentralgefängnis die Strafe. Durch Erlass des Stellvertreters des verstorbenen Reichspräsidenten, dem Reichsgerichtspräsidenten Walter Simons, vom 24. März 1925 wurde ihm die Reststrafe erlassen und er am 25. März 1925 aus dem Zentralgefängnis Cottbus entlassen.
Der Fall und der Prozess erregten große öffentliche Aufmerksamkeit. Der Theaterwissenschaftler Traugott Krischke war der Meinung, Ödön von Horváth verwendete ihn als Vorbild für die Hauptfigur Schminke in dem Stück „Sladek, der schwarze Reichswehrmann“.
Zu einem unbekannte Zeitpunkt gründete Oehme eine neue Korrespondenz, die "Politisch-Wirtschaftliche Correspondenz"; er fungierte als Herausgeber, Bruno Kwasniewski als verantwortlicher Redakteur. Sie erschien in mindestens zwei Jahrgängen 1923 und 1924.
Nach Entlassung aus dem Gefängnis lebte Oehme für einige Zeit in Paris. Er schrieb dort für die kommunistische Parteizeitung L'Humanité und andere französische Medien.

### Oehme, dieWelt am Abendund Münzenberg
Oehme trat nach seiner Rückkehr aus Frankreich 1925 in die Redaktion der 1922 gegründeten Berliner Boulevard-Tageszeitung Welt am Abend ein und wurde als Chefredakteur berufen. Sie gehörte mehreren Redakteuren, die früher USPD-Mitglieder waren. Auch Oehme wurde Mitgesellschafter. Die Zeitung steuerte einen unabhängig-sozialistischen Kurs. Sie stand klar links und war äußerst SPD-kritisch, oft sogar polemisch und aggressiv gegen die SPD wie die KPD-Zeitung Rote Fahne, ließ sich jedoch von der KPD und der sie über die Komintern steuernden KPdSU-Auslandsbüros nicht vereinnahmen. Wirtschaftlich geriet die Zeitung jedoch in Schwierigkeiten. Allen Mitarbeitern wurde zum Oktober 1925 gekündigt.
Es wurde versucht, die Zeitung an einen Investor zu verkaufen. Der Verlagsgeschäftsführer und der Chefredakteur stießen in unterschiedliche politische Richtungen vor. Es soll Oehme gewesen sein, der dem Miteigentümer Emil Rabold ein Gespräch mit dem kommunistischen Verleger Willi Münzenberg vermittelte; so stellt es die Münzenberg-Biographie, die seine Lebensgefährtin Babette Gross schrieb, dar. Gross zufolge lag die Auflage nur noch bei 3.000 Exemplaren, als Rabold Münzenberg die Welt für einen Kaufpreis von 10.000 Reichsmark (RM) anbot. Laut Gross bat Münzenberg Oehme darum, das Blatt weiter zu leiten. Oehme soll Münzenberg erklärt haben, dass Investitionen, Vertriebs- und Werbeausgaben in Höhe von 40.000 RM notwendig seien. Münzenberg sicherte das zu.
Das Blatt wurde parallel zweimal verkauft. Münzenberg und der andere Investor stritten sich vor Gericht um die Verlags- und Titelrechte. Anfang November 1925 erschien statt der Welt am Abend plötzlich Die Welt – Parteilose Volkszeitung. Ein Teil der Redaktion versuchte mit dem neuen Investor gegen Oehme und Münzenberg vollendete Tatsachen zu schaffen. Oehme und Münzenberg ließen das gerichtlich durch eine Einstweilige Verfügung untersagen. Dem bisherigen, nun verkauften Verlag der Welt am Sonntag und Oehmes früheren Kollegen und Mitarbeitern wurde bei Geldstrafe verboten, einen solchen Titel zu veröffentlichen. Nun erschien die Welt am Sonntag wieder unter Oehmes Leitung bei Münzenberg, während sie von den ehemaligen Kollegen mit Extrablättern angefeindet wurde. Laut Gross wurde ein Prozess geführt, bis Münzenberg die Titelrechte sicher hatte; er endete mit einem Vergleich. Münzenberg zahlte schließlich 7.000 RM. Die Zeitung begann zu florieren und erreichte eine Auflage von mehr als 100.000 Stück. Mit dem Erfolg wuchs der Anspruch der KPD, die hinter Münzenbergs Unternehmensgruppe stand, auf maßgeblichen Einfluss und setzte ein KPD-Mitglied als Chefredakteur durch.
1930 veröffentlichte er mit Kurt Caro das gegen die NSDAP gerichtete Buch Kommt „Das Dritte Reich“?. Drei Jahre später schrieb er mit demselben Ko-Autor Schleichers Aufstieg. Ein Beitrag zur Geschichte der Gegenrevolution.
Nach der nationalsozialistischen „Machtergreifung“ 1933 war er Auslandskorrespondent.

### Journalistische und politische Tätigkeit nach 1945
Nach dem 8. Mai 1945 war Oehme Wirtschaftskommissar in Dresden-Laubegast und Chef des städtischen Nachrichtenamtes. Anfang Juni 1945 wurde er Chef des Nachrichtenamtes bei der Sächsischen Landesverwaltung. Am 7. Juni 1945 wurde Oehme zum ersten Vorsitzenden des neu gegründeten Sächsischen Journalisten- und Schriftstellerverbandes gewählt.
Nachdem im August des Jahres der Görlitzer Oberbürgermeister verstorben war, übernahm Walter Oehme kommissarisch dort die Amtsgeschäfte. Wenige Tage nach Antritt des Amtes erklärte er die Stadt und den Landkreis zum Notstandsgebiet, um die Lebensmittelversorgung sicherzustellen. Görlitzer Lokalfunktionäre von KPD und SPD, die ihre eigenen Leute durchsetzen wollten, intrigierten jedoch gegen den Auswärtigen. Auch geriet er in Gegnerschaft zum SPD-Landesvorsitzenden Otto Buchwitz einerseits und dem mächtigen KPD-Innenminister Sachsens, Kurt Fischer, andererseits. Oehme, der von der Görlitzer Wirtschaftskammer und der sächsischen Landesverwaltung protegiert wurde, konnte sich zunächst jedoch im Amt behaupten. Am 11. November 1945 wurde unter seiner Leitung der Görlitzer Kulturbund gegründet.
Ende November 1945 inszenierte jedoch die Görlitzer Polizei, deren Chef zum Intrigantenkreis gehörte, eine Hausdurchsuchung bei Oehme, bei der man dann angeblich mehrere zuvor beschlagnahmte Flaschen Alkohol fand. Am 3. Dezember 1945 wurde er in Dresden vom NKWD verhaftet und im Oktober 1946 trotz der von ihm zu widerlegenden Anschuldigung, als Gestapobeamter Dr. Walther Oehme in Łódź tätig gewesen zu sein, vom Sowjetischen Militärtribunal in Berlin-Karlshorst zu 25 Jahren Arbeitslager verurteilt. Er verbüßte die Strafe bis zu seiner Entlassung 1956 in der SMT-Strafvollzugsanstalt im vormaligen und späteren Zuchthaus Bautzen. 1963 erlangte er in einem der seltenen Fälle seine Rehabilitierung durch das Oberste Gericht der UdSSR.
Trotz Verbleib in der DDR und schriftstellerischer Betätigung im Sinne der SED begegnete diese ihm mit Ablehnung auf seine Ersuchen um umfassende Rehabilitierung. 1969 verstarb er in Berlin.

## Schriften
- „Strömungen der modernen Pädagogik“. Sozialistische Monatshefte Heft 10, 1914, S. 622-630 [FES]

- „Strömungen der modernen Pädagogik“. Neue Bahnen 25. Jg., Heft 12, September 1914, S. 533-551 [HathiTrust]
- „Die Religion und das Kind“ Sozialistische Monatshefte Heft 9, 10. Mai 1916, S. 494-500 [HathiTrust]

- „Die Bilanz der deutschen Orientpolitik, ein Ergebnis der deutschen Allgemeinpolitik“. Sozialistische Monatshefte 10. Februar 1919, S. 85-90 [HathiTrust]

- „Das Problem Groß Berlin“ Sozialistische Monatshefte 14. April 1919, S. 323-329 [HathiTrust]
- „Sozialismus ist mehr denn –“. Das Forum 4. Jg., Heft 2, November 1919, S. 155–158 [HathiTrust]
- Sozialismus und Bolschewismus. Zur Revolution im Sozialismus. Generalsekretariat zum Studium des Bolschewismus, Berlin 1919 (Digitalisat).
- „Die politische und wirtschaftliche Lage in der Ukraine“. Der Neue Orient Monatsschrift für das politische, wirtschaftliche und geistige Leben im gesamten Osten 7. Jg. Heft 2, 1920, S. 66-68 [HathiTrust]

- Mein Ziel ist die Weltrevolution (= Beiträge zu den Problemen der Zeit. Bd. 1, ZDB-ID 539411-9). Generalsekretariat zum Studium des Bolschewismus, Berlin 1919 (Digitalisat).
- (Hg.). Bekenntnis deutscher Schuld : Beiträge zur deutschen Kriegsführung. Verlag Neues Vaterland, Berlin 1920. [HathiTrust]
- mit Kurt Caro: Kommt „Das Dritte Reich“? Rowohlt, Berlin 1930 (Unveränderter Nachdruck.  Eichborn, Frankfurt am Main 1984, ISBN 3-8218-0903-5).
- mit Kurt Caro: Schleichers Aufstieg. Ein Beitrag zur Geschichte der Gegenrevolution. Rowohlt, Berlin 1933.
- Damals in der Reichskanzlei. Erinnerungen aus den Jahren 1918/1919. Kongress-Verlag, Berlin 1958.
- Die Weimarer Nationalversammlung 1919. Erinnerungen. Rütten & Loening, Berlin 1962.
- Ehrlos für immer. Verlag der Nation, Berlin 1962.
- mit Arthur Pons: Verschwörung der Geschlagenen. Verlag der Nation, Berlin 1963.